# Шира
Шира (рус. Шира) је меромиктичко језеро, смештено у Ширинском рејону у Републици Хакасији, Русија.

## Географија
Језеро је стационирано у Северо-монусинској котлини, 340 км југозападно од Краснојарска, 160 км севернозападно од Абакана, 15 км од железничке станице Шира у истоименом селу Шира, које је центар округа. Језеро Иткол налази се 4 км западно, а 9 км северно од језера Шира налази се минерални резервоар — Бело језеро.
На западној обали језера налази се насеље Жемчужниј. Обале око језера Шира су без дрвећа, а само у западном делу налазе се ретки дрвореди бреза. Дно језера састоји се од песка, које избацује, формирајући тако плаже. Ретка комбинација суве климе и језерског ваздуха ствара јединствену климу на овом подручју. У непосредној близини језера налази се велики број стела и менхира.

## Карактеристике језера
Језеро Шира површине је 35 км. Дужина језера од северозапада до југоистока износи 9,5 км, највећа ширина је 5,3 км, док је максимална дубина 24 метара.
Шира је умерно слано језеро, упркос чиненици да се у њега са јужне стране улива мала река Син. Вода језера садржаи алкалије, сулфат—хлорид, натријум и калијум, са повећаним садржајем магнезијума. Салинитет у језеру није исти, највиши је у централном делу.
Састав воде у језеру Шира сличан је оном у Баталинском извору на Кавказу и садржи 17-20 грама соли на литар воде. Као третман користи се блато са дна резервоара. Лековита својства језера Шира постала су позната још од друге половина 18. века. Верује се да је прво научно мишљење о овом језеру имао академик Петар Симон Палас.
Према легенди, трговац Захари Михајловић, случајно је током лова ранио свог пса и оставио га да угине близу језера. Пливајући у језеру, ране су му зарасле и дошао је кући потпуно здрав.
Крајем 18. века извршена је студија хемијских састава језера Шира и околних језера, а студију су водили професори Мелер, Вернер, Леман и Турбаба. Професори су утврдили да језеро има лековита својства. Од почетка 20. века на обали језера формирано је неколико здравствених јединица, године на овом простору налазио се медицински покрет, а 1927. године отворен је пионирски камп. Научно је доказано да вода из језера Шира ублажава болести система за варење, глауком, болести периферног нервног система, болести генитоуринарног система, гинеколошка обољења, болести мишично-коштаног система и везивног ткива.

## Галерија
- Западна обала језера
- Брдо на источој обали
- Поглед на језера из насеља Жемчужниј
- Обала језера
- Обала језера